# Myon
Myon est une commune française située dans le département du Doubs, la région culturelle et historique de Franche-Comté et la région administrative Bourgogne-Franche-Comté. 
Ses habitants se nomment les Myonnais et Myonnaises.

## Géographie
Le village est établi dans la vallée du Todeur, sur un replat en rive gauche, juste en amont de sa confluence avec le Lison.

### Toponymie
Muyuns ou Maion en 1139, puis Miuns en 1140 ; Mions en 1244 ; Myons en 1259 ; Myon depuis 1379.
Commune située dans le vallon du ruisseau de Conche, affluent du Lison.

### Climat
Pour des articles plus généraux, voir Climat de la Bourgogne-Franche-Comté et Climat du Doubs.
En 2010, le climat de la commune est de type climat de montagne, selon une étude du Centre national de la recherche scientifique s'appuyant sur une série de données couvrant la période 1971-2000. En 2020, Météo-France publie une typologie des climats de la France métropolitaine dans laquelle la commune est exposée à un climat semi-continental et est dans la région climatique  Jura, caractérisée par une forte pluviométrie en toutes saisons (1 000 à 1 500 mm/an), des hivers rigoureux et un ensoleillement médiocre. 
Pour la période 1971-2000, la température annuelle moyenne est de 10,5 °C, avec une amplitude thermique annuelle de 17,2 °C. Le cumul annuel moyen de précipitations est de 1 267 mm, avec 13,3 jours de précipitations en janvier et 9,8 jours en juillet. Pour la période 1991-2020, la température moyenne annuelle observée sur la station météorologique de Météo-France la plus proche, « Coulans », sur la commune d'Éternoz à 7 km à vol d'oiseau, est de 10,5 °C et le cumul annuel moyen de précipitations est de 1 259,2 mm. 
La température maximale relevée sur cette station est de 38,7 °C, atteinte le 24 août 2023 ; la température minimale est de −18,9 °C, atteinte le 20 décembre 2009,,. 
Les paramètres climatiques de la commune ont été estimés pour le milieu du siècle (2041-2070) selon différents scénarios d'émission de gaz à effet de serre à partir des nouvelles projections climatiques de référence DRIAS-2020. Ils sont consultables sur un site dédié publié par Météo-France en novembre 2022.

## Urbanisme

### Typologie
Au 1er janvier 2024, Myon est catégorisée commune rurale à habitat dispersé, selon la nouvelle grille communale de densité à 7 niveaux définie par l'Insee en 2022.
Elle est située hors unité urbaine. Par ailleurs la commune fait partie de l'aire d'attraction de Besançon, dont elle est une commune de la couronne,. Cette aire, qui regroupe 310 communes, est catégorisée dans les aires de 200 000 à moins de 700 000 habitants,.

### Occupation des sols
L'occupation des sols de la commune, telle qu'elle ressort de la base de données européenne d’occupation biophysique des sols Corine Land Cover (CLC), est marquée par l'importance des forêts et milieux semi-naturels (79,5 % en 2018), une proportion identique à celle de 1990 (79,5 %). La répartition détaillée en 2018 est la suivante : 
forêts (71,8 %), prairies (13,6 %), milieux à végétation arbustive et/ou herbacée (7,7 %), zones agricoles hétérogènes (6,9 %). L'évolution de l’occupation des sols de la commune et de ses infrastructures peut être observée sur les différentes représentations cartographiques du territoire : la carte de Cassini (XVIIIe siècle), la carte d'état-major (1820-1866) et les cartes ou photos aériennes de l'IGN pour la période actuelle (1950 à aujourd'hui).

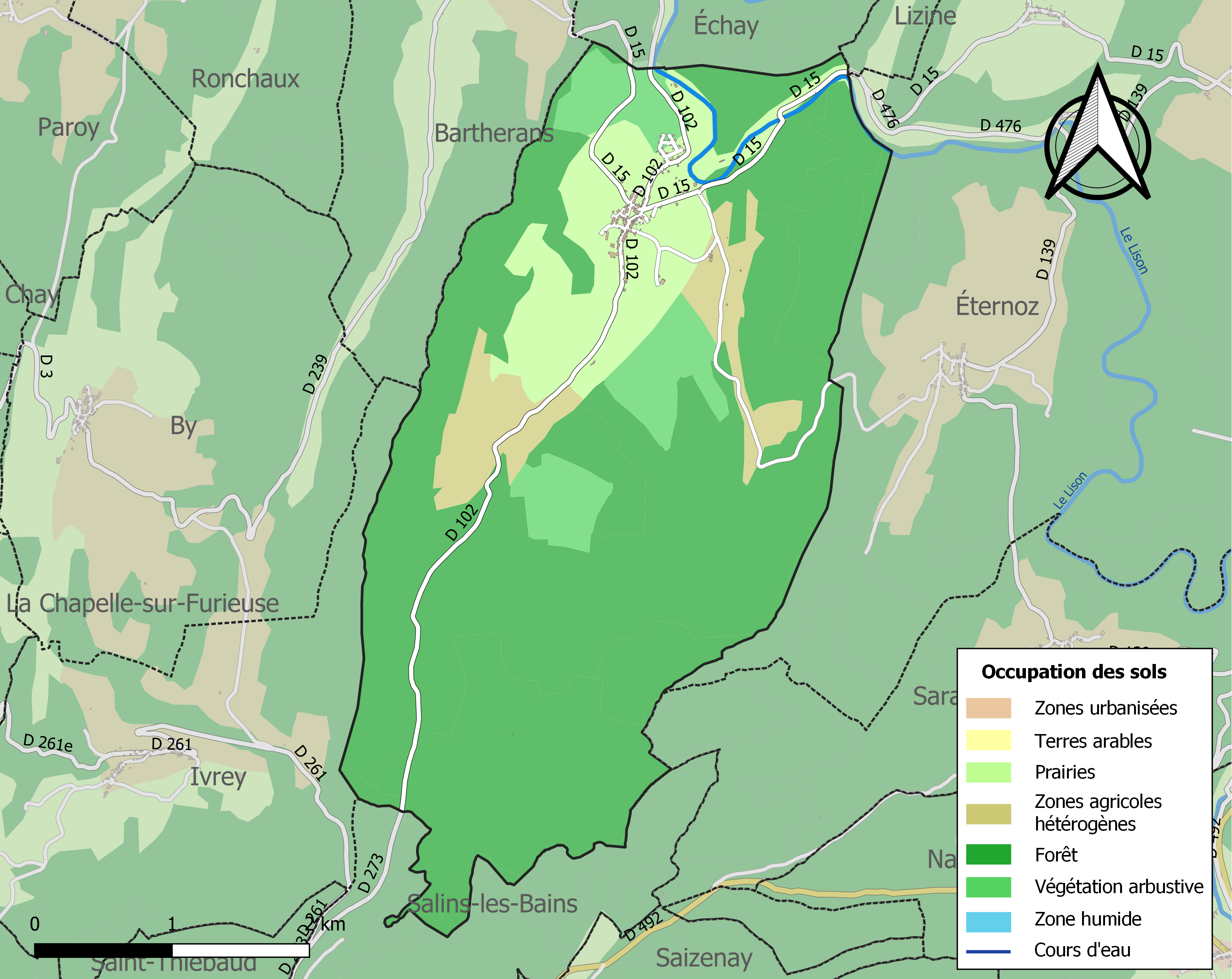
Carte des infrastructures et de l'occupation des sols de la commune en 2018 (CLC).

## Politique et administration
| Période                                  | Période  | Identité      | Étiquette | Qualité         |
| ---------------------------------------- | -------- | ------------- | --------- | --------------- |
| avant 1988                               | 2008     | Jean Oudet    | UMP       |                 |
| mars 2008                                | mai 2020 | Jean Laporte  | PS        | Agent technique |
| mai 2020                                 | En cours | Sarah Vionnet |           |                 |
| Les données manquantes sont à compléter. |          |               |           |                 |

## Démographie
L'évolution du nombre d'habitants est connue à travers les recensements de la population effectués dans la commune depuis 1793. Pour les communes de moins de 10 000 habitants, une enquête de recensement portant sur toute la population est réalisée tous les cinq ans, les populations de référence des années intermédiaires étant quant à elles estimées par interpolation ou extrapolation. Pour la commune, le premier recensement exhaustif entrant dans le cadre du nouveau dispositif a été réalisé en 2008.

En 2022, la commune comptait 181 habitants, en évolution de −3,21 % par rapport à 2016 (Doubs : +1,88 %, France hors Mayotte : +2,11 %).
| 1793 | 1800 | 1806 | 1821 | 1831 | 1836 | 1841 | 1846 | 1851 |
| ---- | ---- | ---- | ---- | ---- | ---- | ---- | ---- | ---- |
| 317  | 355  | 364  | 337  | 369  | 400  | 405  | 420  | 397  |

| 1856 | 1861 | 1866 | 1872 | 1876 | 1881 | 1886 | 1891 | 1896 |
| ---- | ---- | ---- | ---- | ---- | ---- | ---- | ---- | ---- |
| 354  | 349  | 328  | 298  | 301  | 324  | 309  | 333  | 319  |

| 1901 | 1906 | 1911 | 1921 | 1926 | 1931 | 1936 | 1946 | 1954 |
| ---- | ---- | ---- | ---- | ---- | ---- | ---- | ---- | ---- |
| 325  | 308  | 263  | 283  | 254  | 247  | 238  | 226  | 237  |

| 1962 | 1968 | 1975 | 1982 | 1990 | 1999 | 2006 | 2008 | 2013 |
| ---- | ---- | ---- | ---- | ---- | ---- | ---- | ---- | ---- |
| 253  | 208  | 168  | 155  | 183  | 201  | 189  | 186  | 198  |

| 2018 | 2022 | - | - | - | - | - | - | - |
| ---- | ---- | - | - | - | - | - | - | - |
| 179  | 181  | - | - | - | - | - | - | - |

## Culture locale et patrimoine

### Lieux et monuments
- Église de l'Assomption de Myon, du XIXe siècle, inscrite monument historique en 1991
- Calvaire Sainte-Aurélie.
- Le moulin sur le Lison avec sa roue à aubes.
- Le ruisseau du Todeur et sa cascade : le Gour de Conche - tableau peint par Gustave Courbet en 1864.

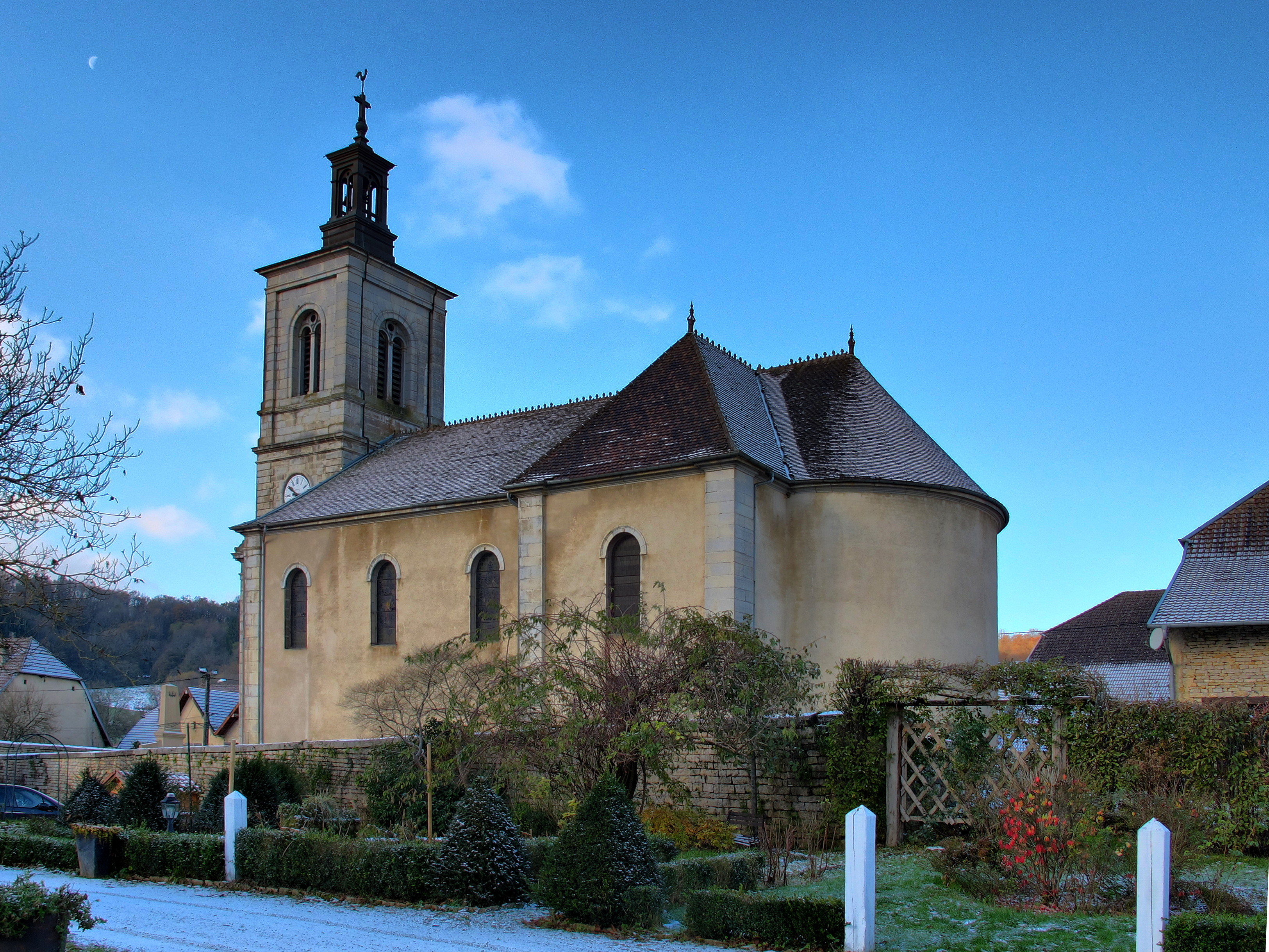
L'église.
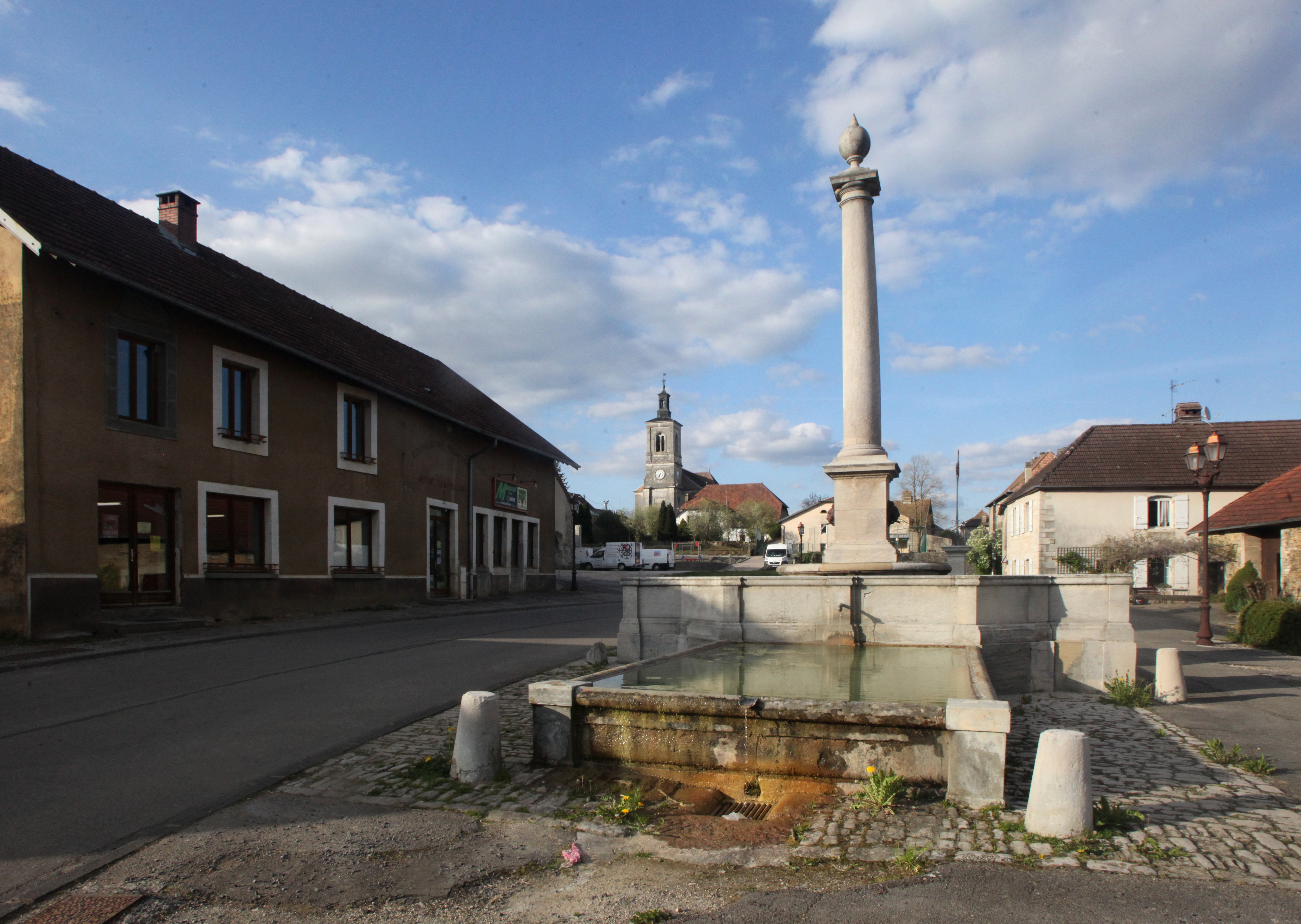
La fontaine.
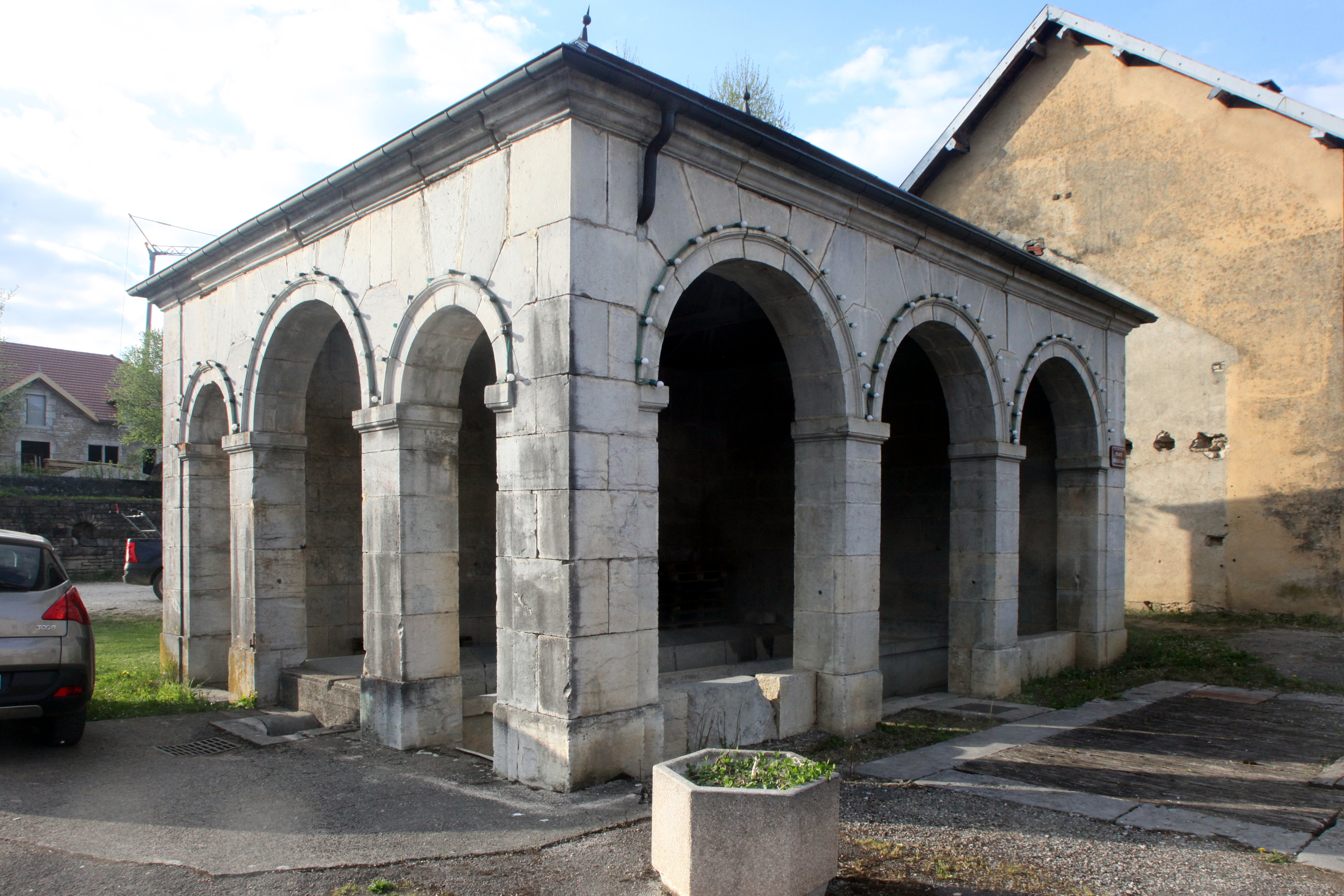
Le lavoir.
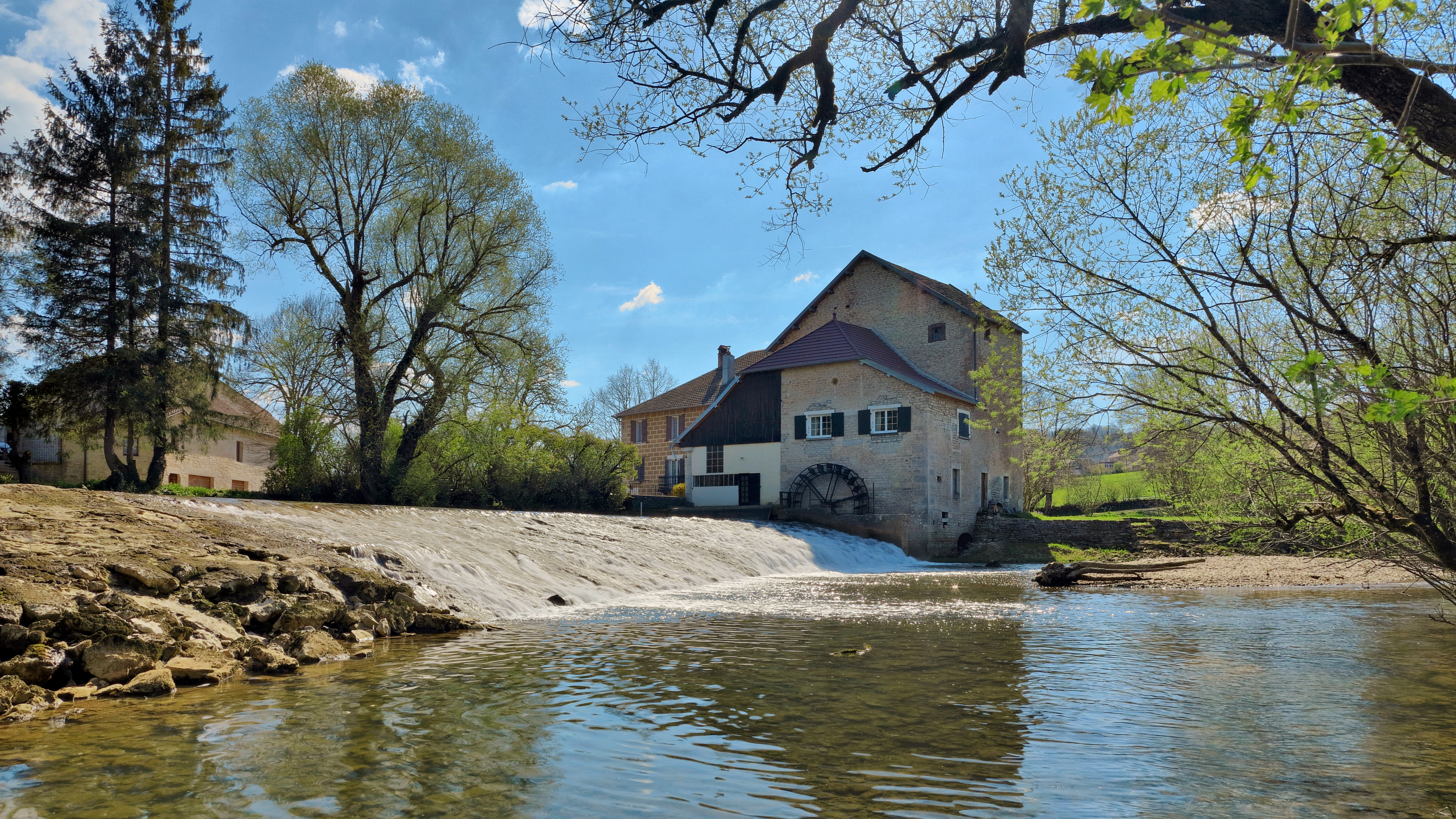
Le moulin et son barrage sur le Lison.
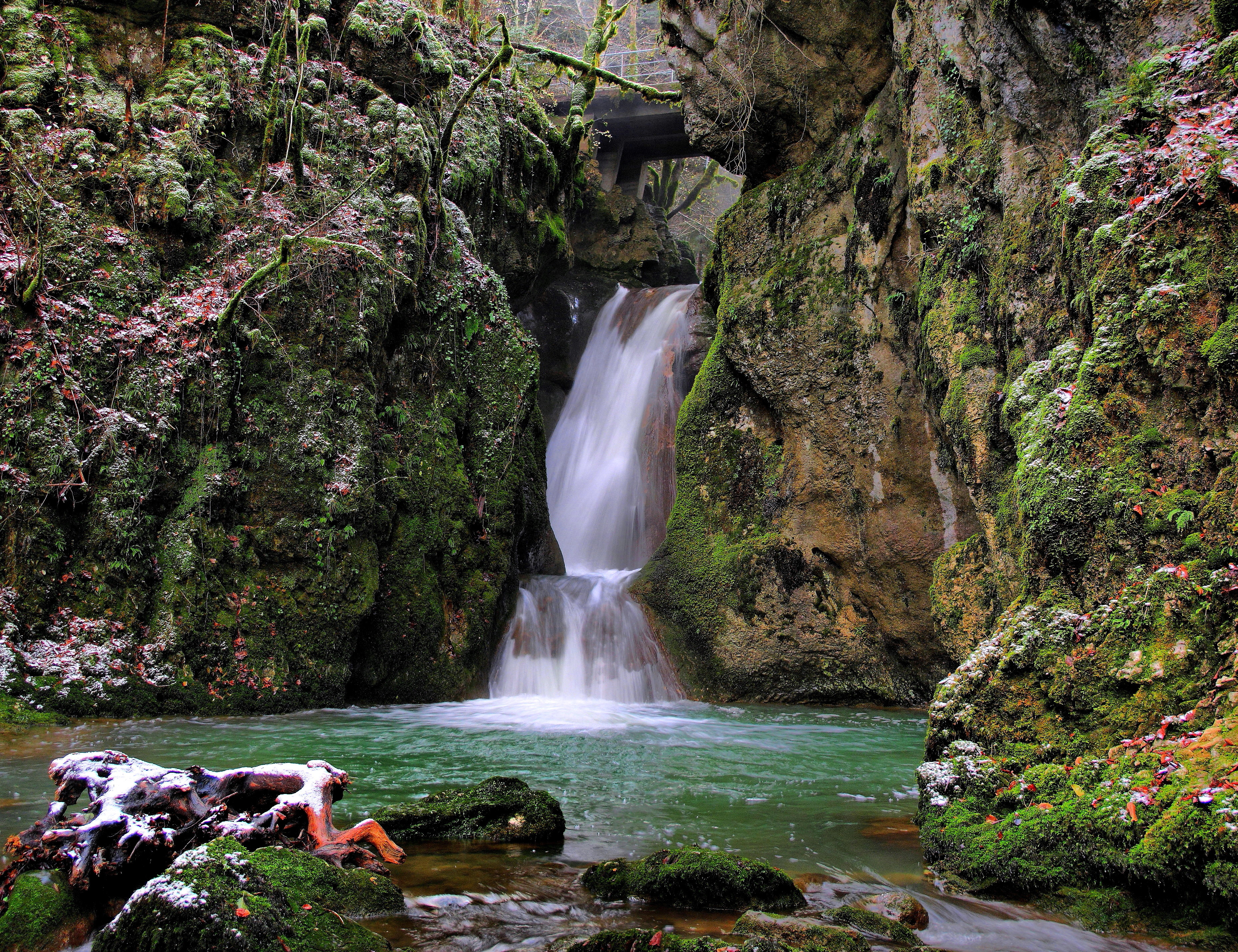
La cascade du Gour de Conche.

### Personnalités liées à la commune
- Jean d'Andelot, mort en 1556, militaire, premier écuyer ambassadeur de Charles Quint, seigneur de Myon.
- André Oudet. Né le 8 janvier 1942 à Myon, son père était agriculteur et sa mère institutrice. Il fut peintre, inspiré par Picasso et Manessier. Il est décédé le 6 juillet 1999 à Besançon et le musée d'Arbois renferme une trentaine de ses tableaux.

### Héraldique
La famille de Myon portait pour armes : « Écartelé d'or et de gueules » ou « Écartelé : au 1 et 4 d'or fretté de sable, au 2 et 3 de gueules plain ».